# Curia Hostilia
Curija Hostilia je bila ena od prvih senatnih hiš ali curiae (kurij) Rimske republike. Menijo, da se je začela kot tempelj, v katerem so plemena, ki so se bojevala v času vladavine Romula (vladal c. 771–717 pr. n. št.), položila orožje. V zgodnji monarhiji so tempelj uporabljali senatorji, ki so delovali kot svet kralju. Tul Hostilij (vladal 673–641 pr. n. št.) je verjel, da je nadomestil prvotno zgradbo, potem ko je ogenj uničil spremenjeni tempelj. Morda je imela zgodovinski pomen kot lokacija etruščanskega mundusa in oltarja. Lapis Niger, niz velikih plošč iz črnega marmorja, je bil postavljen nad oltar (znan kot Volcanale), kjer so nasproti Rostre našli vrsto spomenikov. To kurijo je leta 80 pred našim štetjem razširil Lucij Cornelij Sula med prenovo comitiuma. Ta zgradba je zgorela leta 53 pred našim štetjem, ko so jo privrženci umorjenega Publija Klodija Pulherja uporabili kot pare za kremiranje njegovega telesa.

## Zgodovina
Skozi večino zgodovine Rima je bila tam hiša srečanj za prebivalce Rima. Ta se je verjetno začela kot tempelj.

### Arhitektura in lega
Morda je bilo od najzgodnejšega obdobja majhno svetišče do boga Vulkana; kamnit oltar z marmorno stelo, vpisan s posvetilom latinskega kralja. Med predmeti je bil tudi častni steber. To mesto je bilo ločeno od preostalega dela comitiuma z nizko betonsko ograjo, da pešci ne bi hodili po njem.
Arhitektura stavbe Curia Hostilia se je že večkrat spremenila, vendar je ohranila prvotno obliko tudi po številnih prenovah. Ta struktura je bila osredotočena na vse zgodnje politično življenje Rima. Govorilo se je, da je javnost vedno lahko stopila v vanjo in poslušala razpravo senatorjev.
O Curiji Hostiliji je relativno malo znanega. Značilnost kurije, ki je omenjena v skoraj vseh virih, je Tabula Valeria, slika na zunanjosti zahodne stene kurije. Upodobljena je bila zmaga Manija Valerija Maksima Corvina Mesala nad Hieronom in Kartažani leta 263 pred našim štetjem. Plinij pravi, da je bila slika prva taka v Rimu.
Druga podrobnost, s katero se strinja večina virov je, da se je Curia Hostilia stala na severni strani comitiuma . Menijo, da je krožno stopnišče Comitiuma, ki se je podvojila tudi kot sedeži za državljane, ki so poslušali govorce na Rostri, vodilo do vhoda v kurijo. V zvezi z lokacijo Kurije piše Stambaugh, »Curia Hostilia je bila zgrajena na vzpenjajočih tleh, da bi obvladovala ves prostor Foruma Romanuma« . Glede na svoje vidno mesto na forumu se zdi, da je bila Curia Hostilia simbol moči Rimske republike.
Prvotni etruščanski tempelj je bil verjetno uporabljen kot stičišče ločenih plemen sedmih gričev. Morda je imel le dva stebra in odprt portrik. Verjame se, da je bil tempelj preurejen tako, da je bil sprednji portik pregrajen in ustvarjena predsoba. Morda je bil nad tem prostorom balkon z odprtino za ogled javnosti, vendar je malo znanega o tem, kako je morda izgledal ta dodatek. Verjamejo, da je zunanjost izgledala skoraj enako kot Curia Julia, saj se klasične črte preproste zgradbe ujemajo z etruščanskim templjem.

### Uničenje v požaru
Stavba je bila uničena leta 52 pred našim štetjem, potem ko je improvizirani pogrebni ogenj Publija Klodija Pulherja vžgal strukturo in jo požgal do tal. Nadomestila ga je Curia Cornelia, ki je bila skoraj na  istem prostoru. To strukturo je zamenjala Curia Julia, ki jo je začel graditi Julij Cezar, dokončal pa cesar Avgust.